# Conte Verde (1867)
Panserskibet Conte Verde indgik i den anden serie af panserskibe i den nye italienske marine, der blev skabt, da Italien blev samlet i 1861. Skibet blev påbegyndt i marts 1863 og regnes normalt med til Principe di Carignano-klassen. Det havde også samme udseende, men var faktisk ikke et ægte panserskib. Pansringen omfattede kun for- og agterskibet, og langs skibssiden var der blot påsat ekstra tømmer i stedet for panser. Det betød en alvorlig svækkelse af skibets modstandsevne, og det holdt da heller ikke længe i tjenesten. Navnet Conte Verde (den grønne greve) henviser til grev Amadeus 6. af Savoyen, der havde dette tilnavn.

## Tjeneste
Conte Verde fik nyt og kraftigere artilleri i løbet af 1870'erne, men skibet udgik i 1880 efter kun ni års tjeneste.